# Anlong Vil
Anlong Vil es una comuna (khum) del distrito de Sangkae, en la provincia de Battambang, Camboya. En marzo de 2008 tenía una población estimada de 16 749 habitantes.
Se encuentra ubicada al oeste del país, a poca distancia al este de la frontera con Tailandia y al oeste del lago Sap (Tonlé Sap).